# 1552 Bessel
1552 Bessel este un asteroid din centura principală, descoperit pe 24 februarie 1938, de Yrjö Väisälä.